# Amy Ackerman
Pour les articles homonymes, voir Ackerman.
Amy Ackerman, née le 16 mars 2005, est une joueuse sud-africaine de badminton.

## Carrière
Amy Ackerman est médaillée de bronze en double dames avec Michelle Butler-Emmett aux Championnats d'Afrique 2020 au Caire.
Elle est médaillée de bronze par équipe au Championnat d'Afrique de badminton par équipes mixtes 2021 à Kampala. Aux Championnats d'Afrique 2021 dans la même ville, elle est médaillée d'or en double dames avec  Johanita Scholtz et médaillée de bronze en double mixte avec Jarred Elliott.
En 2022 à Kampala, elle est médaillée de bronze aux Championnats d'Afrique par équipes et double médaillée de bronze, en double dames avec Deidre Laurens et en double mixte avec Jarred Elliott.
En 2023 à Benoni, elle est médaillée d'or en double dames avec Deidre Laurens  et médaillée de bronze en double mixte avec Jarred Elliott aux Championnats d'Afrique individuels et médaillée de bronze au championnat d'Afrique par équipes mixtes. 
Elle est médaillée d'or aux Championnats d'Afrique de badminton par équipes 2024 au Caire et médaillée d'or en double dames avec Deidre Laurens aux Championnats d'Afrique de badminton 2024 dans la même ville.
Elle est médaillée de bronze au Championnat d'Afrique de badminton par équipes mixtes 2025 à Douala et médaillée d'or en double dames avec Johanita Scholtz aux Championnats d'Afrique de badminton 2025.